# Druentica
Druentica is een geslacht van vlinders van de familie Mimallonidae.

## Soorten
- D. alsa (Schaus, 1910)
- D. caquetensis (Schaus, 1928)
- D. corana (Schaus, 1928)
- D. dericca (Schaus, 1928)
- D. fatella (Schaus, 1905)
- D. imperita (Dognin, 1905)
- D. inscita (Schaus, 1890)
- D. laxa (Dognin, 1912)
- D. macallia (Schaus, 1928)
- D. muta (Dognin, 1912)
- D. mutara (Schaus, 1933)
- D. narita (Dognin, 1912)
- D. partha (Schaus, 1905)
- D. rotundula (Dognin, 1916)
- D. scissa (Herrich-Schäffer, 1856)
- D. usmara (Schaus, 1928)
- D. zikana (Schaus, 1928)